# 弦楽四重奏曲第37番 (ハイドン)
弦楽四重奏曲第37番ロ短調op.33-1は、オーストリアの作曲家、フランツ・ヨーゼフ・ハイドンによって、1781年に作曲された弦楽四重奏曲である。op.33の6曲（第37番-42番）はまとめて出版され、この6曲は「ロシア四重奏曲」と呼ばれている。よって、この第37番ロ短調は、「ロシア四重奏曲第1番」とも呼ばれる。
- 演奏時間：20分ほど
- 作曲時期：1781年
- 作品番号
  - Op. 33, No. 1
  - FHE No. 70
  - Hob. III. 37

## 構成
楽しく、かつ、訴える力のある作品である。作曲の経緯については、「ロシア四重奏曲」の項を参照のこと。
- 第一楽章 Allegro Moderato

簡潔ながらも、よく整った構造を持ったソナタ形式で書かれている。
- 第二楽章 Scherzo (Allegro di molto)

短いモティーフをカノン風に扱った音楽である。
- 第三楽章 Andante

優美な楽章。
- 第四楽章 Finale (Presto)

情熱的なプレストである。第1楽章同様、整った精緻な構成をとる。

## 編成
- 第1ヴァイオリン
- 第2ヴァイオリン
- ヴィオラ
- チェロ